# Remipedia
Los remipedios (Remipedia) son una clase de crustáceos ciegos que viven en cuevas profundas de agua salada, en Australia, Mar Caribe, Océano Índico e Islas Canarias. El primer ejemplar descrito fue Tesnusocaris goldichi, una especie extinta del Pensilvaniense (Carbonífero),  pero desde 1979 se han caracterizado cerca de una docena de especies vivas, asignadas al orden Nectiopoda y a las familias Godzilliidae, Micropacteridae, Morlockiidae y Speleonectidae, entre otras.

## Características
Las especies primitivas poseían ocelos, los remipedios actuales no poseen ojos y son de color blanco transparente, debido a las adaptaciones a ambientes de aguas subterráneas;  puede alcanzar 3 mm de longitud, su cuerpo está dividido en dos partes, céfalon con escudo cefálico y tronco fraccionado en 32 segmentos algunos de estos repetidos, el primer segmento fusionado con la cabeza y presenta un par de maxilípedos prensores, además posee un par de apéndices aplanados; antenas y apéndices birrámeos (endopodio y exopodio) en forma de paleta, pequeños epipodios, estómago con ciegos digestivos distribuidos serialmente, posee un labro amplio y un cordón nervioso; las mandíbulas internas se hallan en una especie de cámara, llamada atrium oris, posee maxílulas que las usan como especie de arpón para inyectar veneno, y posee telson con ramas caudales fusionado con el último segmento. En este grupo  no hay dimorfismo sexual, son hermafroditas pues los gonoporos femeninos se encuentran el segmento 7 del tronco y los poros masculinos en el segmento 14,  estos organismos presentan una larva definida, la larva naupliar, a pesar de que la mayoría de estos crustáceos que viven en cuevas tienen un desarrollo directo, lo único que diferencia a los juveniles de los adultos, es que en su estado juvenil el tronco se encuentra menos dividido por segmentos.

## Locomoción
Los remipedios nadan en aguas densas con el dorso hacia abajo, el flujo con el que nadan estos organismos es lento debido al batido metacrónico de los apéndices del tronco, algo similar hacen los anostráceos. Posee más de treinta pares de apéndices nadadores, su segundo par de antenas lo utiliza como conductor de corrientes de agua, y los apéndices torácicos siempre están en movimiento, incluso si se encuentra en estado de reposo.

## Filogenia
Los análisis filogenéticos basados en datos morfológicos sugieren que los remipedios pueden ser los crustáceos actuales más primitivos, mientras que los datos moleculares no son muy claros en el tema.
Los Remipedia, Cephalocarida, Branchiopoda y Hexapoda forman parte de un clado denominado Allotriocarida. Se ha propuesto que Remipedia es el grupo hermano de Hexapoda.

## Hábitat
Las 12 especies actuales descubiertas de estos organismos se han encontrado en cuevas con conexiones al mar en 1979 por Yager, por ejemplo en la Cuenca Caribeña, Océano Índico, Islas Canarias y Australia. El agua de estas cuevas se encuentra estratificada, con una capa de agua dulce por encima de una salada. No son estrictamente carroñeros y pueden atrapar fácilmente a su presa; gracias al 
arpón (maxílulas) que posee, la sustancia que inyecta es una especie de pigmento respiratorio de transporte de oxígeno perjudicial para sus presas, pero aparentemente no causa mayor efecto en las personas; y su primer par de antenas lo utiliza como medio olfativo para detectar peces muertos.

## Clasificación
- Orden Enantiopoda†
  - †Familia Tesnusocarididae Brooks 1955 [Cryptocarididae Sieg 1980]
    - Género †Tesnusocaris Brooks 1955
      - †Cryptocaris hootchi Emerson & Schram 1985
      - †Tesnusocaris goldichi Brooks 1955

    - Género †Cryptocaris Emerson & Schram 1985
- †Orden Nectiopoda Schram 1986
  - Familia Micropacteridae Koenemann, Iliffe & van der Ham 2007
    - Género Micropacter Koenemann, Iliffe & van der Ham 2007
      - Micropacter yagerae Koenemann, Iliffe & van der Ham 2007

  - Familia Godzilliidae Schram, Yager & Emerson 1986
    - Género Godzilliognomus Yager 1989
      - Godzilliognomus frondosus Yager, 1989
      - Godzillognomus schrami Iliffe, Otten & Koenemann 2010

    - Género Godzillius Schram et al., 1986
      - Godzillius fuchsi González, Singpiel & Schlagner 2013
      - Godzillius robustus Schram, Yager & Emerson 1986

  - Familia Kumongidae Hoenemann et al. 2013
    - Género Kumonga Hoenemann et al. 2013
      - Kumonga exleyi (Yager & Humphreys 1996) Hoenemann et al. 2013 [Lasionectes exleyi Yager & Humphreys 1996]

  - Familia Cryptocorynetidae Hoenemann et al. 2013
    - Género Kaloketos Koenemann, Iliffe & Yager 2004
      - Kaloketos pilosus Koenemann, Iliffe & Yager 2004

    - Género Angirasu Hoenemann et al. 2013
      - Angirasu benjamini (Yager 1987) Hoenemann et al. 2013 [Speleonectes benjamini Yager 1987]
      - Angirasu parabenjamini (Koenemann, Iliffe & van der Ham 2003) Hoenemann et al. 2013 [Speleonectes parabenjamini Koenemann, Iliffe & van der Ham 2003]

    - Género Cryptocorynetes Yager 1987
      - Cryptocorynetes elmorei Hazerli, Koenemann & Iliffe 2009 [9]
      - Cryptocorynetes haptodiscus Yager 1987
      - Cryptocorynetes longulus Wollermann, Koenemann & Iliffe 2007

  - Familia Morlockiidae García-Valdecasas 1984
    - Género Morlockia García-Valdecasas 1984
      - Morlockia williamsi (Hartke, Koenemann & Yager 2011) [Speleonectes williamsi Hartke, Koenemann & Yager 2011][10]
      - Morlockia emersoni (Lorentzen, Koenemann & Iliffe 2007) [Speleonectes emersoni Lorentzen, Koenemann & Iliffe 2007]
      - Morlockia atlantida (Koenemann et al. 2009) Hoenemann et al. 2012 [Speleonectes atlantidus Koenemann et al. 2009]
      - Morlockia ondinae García-Valdecasas 1984 [Speleonectes ondinae (García-Valdecasas 1984)]

  - Familia Speleonectidae Yager 1981
    - Género Lasionectes Yager & Schram, 1986
      - Lasionectes entrichoma Yager & Schram, 1986

    - Género Speleonectes Yager 1981
      - Speleonectes cokei Yager, 2013[11]
      - Speleonectes epilimnius Yager & Carpenter, 1999
      - Speleonectes gironensis Yager, 1994
      - Speleonectes kakukii Daenekas et al., 2009
      - Speleonectes lucayensis Yager, 1981
      - Speleonectes minnsi Koenemann, Iliffe & van der Ham, 2003
      - Speleonectes tanumekes Koenemann, Iliffe & van der Ham, 2003

  - Familia Xibalbanidae Olesen et al. 2017
    - Genus Xibalbanus Hoenemann et al. 2013
      - Xibalbanus fuchscockburni (Neiber et al. 2012) Hoenemann et al. 2013 [Speleonectes fuchscockburni Neiber et al. 2012][12]
      - Xibalbanus tulumensis (Yager 1987) Hoenemann et al. 2013 [Speleonectes tulumensis Yager 1987]

  - Familia Pleomothridae Hoenemann et al. 2013
    - Género Pleomothra Yager 1989
      - Pleomothra apletocheles Yager 1989
      - Pleomothra fragilis Koenemann, Ziegler & Iliffe 2008